# Hela w opałach
Hela w opałach – polski serial komediowy, emitowany przez telewizję TVN od 10 września 2006 do 9 grudnia 2007 oraz od 4 grudnia 2010 do 26 lutego 2011, oparty na amerykańskim oryginale Grace w opałach.

## Fabuła
Helena Trojańska (Anna Guzik) jest trzydziestoletnią rozwódką, która samotnie wychowuje trójkę dzieci. Mieszka w podniszczonym domu komunalnym na warszawskich Włochach. Pracuje w elektrociepłowni, by samodzielnie utrzymać rodzinę, ponieważ jej były mąż Roman (Marcin Dorociński) uchyla się od płacenia alimentów. Po rozwodzie planuje zmienić swoje życie, w czym wspiera ją przyjaciółka Edyta Swoboda (Agata Kulesza).

## Obsada
| Aktor                  | Rola                                     |
| ---------------------- | ---------------------------------------- |
| Anna Guzik             | Helena Trojańska                         |
| Agata Kulesza          | Edyta Swoboda                            |
| Mariusz Kiljan         | Leszek Polak, chłopak Heli               |
| Marcin Dorociński      | Roman Trojański, były mąż Heli           |
| Piotr Gąsowski         | Rysiek Swoboda, mąż Edyty                |
| Julia Kerner           | Nela Trojańska, córka Heli               |
| Adrian Gąsior          | Kacper Trojański, starszy syn Heli       |
| Eryk Lipiński          | Jaś Trojański, młodszy syn Heli          |
| Igor Lipiński          | Jaś Trojański, młodszy syn Heli          |
| Marek Siudym           | Bogdan, szef Heli                        |
| Ewa Ziętek             | żona Bogdana                             |
| Kazimierz Kaczor       | szef Heli                                |
| Michał Piela           | Jacek, kolega Heli z elektrociepłowni    |
| Piotr Pręgowski        | Wojtek, kolega Heli z elektrociepłowni   |
| Jan Wieczorkowski      | Czarek, kolega Heli z elektrociepłowni   |
| Agnieszka Suchora      | Wanda, koleżanka Heli z elektrociepłowni |
| Stanisława Celińska    | Krystyna, teściowa Heli                  |
| Emilia Krakowska       | Krystyna, teściowa Heli                  |
| Roman Kłosowski        | Mundek, teść Heli                        |
| Katarzyna Kwiatkowska  | Ewka, młodsza siostra Heli               |
| Violetta Arlak         | Lidka, starsza siostra Heli              |
| Krzysztof Kiersznowski | Zenek, brat Romana                       |
| Bartosz Obuchowicz     | Klaudiusz, kuzyn Romana                  |
| Katarzyna Łaska        | mama Bastka                              |
| Krystyna Sienkiewicz   | prababcia Lusia                          |
| Dorota Lanton          | Janeczka                                 |

## Produkcja
Zdjęcia do pierwszej serii serialu rozpoczęły się 19 lipca 2006, a zakończyły w sierpniu 2006. Nagrania kolejnych 26 odcinków serialu zrealizowano od 14 lutego do 31 maja 2007. Odcinki czwartej serii nagrano od 23 stycznia do marca 2008. Serial kręcono w podwarszawskiej hali zdjęciowej FaratFilm.
Producentką serialu była Dorota Rakońska-Kośmicka (czwartą serię produkowała też Maria Czech), a za reżyserię odpowiadali Andrzej Kostenko, Magda Targosz i Patrick Yoka. Polską adaptację scenariusza przygotowali Paweł Lesisz, Beata Pasek, Anna Jarecka, Patrick Yoka, Olga Dowgird, Doman Nowakowski, Kuba Wecsile, Tomasz Perczyński, Bożena Intrator, Agata Węgrzynowska i Katarzyna Krzysztopik.
Pierwsze trzy serie były emitowane przez TVN w latach 2006-2007. Czwarta seria Heli w opałach była premierowo pokazana wiosną 2010 w serwisie OnetVOD, na pół roku przed premierą telewizyjną.

## Spis serii
| Seria | Sezon          | Odcinki    | Premiera serii   | Finał serii     | Pora emisji     | Średnia oglądalność |
| ----- | -------------- | ---------- | ---------------- | --------------- | --------------- | ------------------- |
| 1.    | jesień 2006    | 1–15 (15)  | 10 września 2006 | 17 grudnia 2006 | niedziela 18:30 | 2 219 890           |
| 2.    | wiosna 2007    | 16–27 (12) | 11 marca 2007    | 27 maja 2007    | niedziela 18:30 |                     |
| 3.    | jesień 2007    | 28–41 (14) | 9 września 2007  | 9 grudnia 2007  | niedziela 18:30 | 2 559 251           |
| 4.    | zima 2010/2011 | 42–56 (15) | 4 grudnia 2010   | 26 lutego 2011  | sobota 20:00    |                     |

## Lista odcinków
| Nr             | Tytuł                           | Data emisji |
| -------------- | ------------------------------- | ----------- |
|                |                                 |             |
| Seria pierwsza |                                 |             |
|                |                                 |             |
| 1              | Kobieta po przejściach          | 10.09.2006  |
|                |                                 |             |
| 2              | Na dachu                        | 17.09.2006  |
|                |                                 |             |
| 3              | Dobry, zły i aptekarz           | 24.09.2006  |
|                |                                 |             |
| 4              | Egzamin dojrzałości             | 01.10.2006  |
|                |                                 |             |
| 5              | Powiedz dzieciom dobranoc       | 08.10.2006  |
|                |                                 |             |
| 6              | Męka i rozkosz tworzenia        | 15.10.2006  |
|                |                                 |             |
| 7              | Rozwódka do wzięcia             | 22.10.2006  |
|                |                                 |             |
| 8              | Moja młodsza siostra            | 29.10.2006  |
|                |                                 |             |
| 9              | Bezcenne zdjęcie                | 05.11.2006  |
|                |                                 |             |
| 10             | Hela w centrum wydarzeń         | 12.11.2006  |
|                |                                 |             |
| 11             | Pierścionek prababci            | 19.11.2006  |
|                |                                 |             |
| 12             | Święta z rodzinką               | 26.11.2006  |
|                |                                 |             |
| 13             | Cała Hela                       | 03.12.2006  |
|                |                                 |             |
| 14             | Gdy zobaczysz spadającą gwiazdę | 10.12.2006  |
|                |                                 |             |
| 15             | Mała Miss                       | 17.12.2006  |
|                |                                 |             |
| Seria druga    |                                 |             |
|                |                                 |             |
| 16             | Walentynki                      | 11.03.2007  |
|                |                                 |             |
| 17             | Łzy radości                     | 18.03.2007  |
|                |                                 |             |
| 18             | Cudowny tydzień                 | 25.03.2007  |
|                |                                 |             |
| 19             | Niedokończone rozmowy           | 01.04.2007  |
|                |                                 |             |
| 20             | Na gigancie                     | 08.04.2007  |
|                |                                 |             |
| 21             | Kup samochód i daj buzi         | 15.04.2007  |
|                |                                 |             |
| 22             | Kochana Hela                    | 22.04.2007  |
|                |                                 |             |
| 23             | Byle do emerytury               | 29.04.2007  |
|                |                                 |             |
| 24             | Hela tonie                      | 06.05.2007  |
|                |                                 |             |
| 25             | Hela i piłka nożna              | 13.05.2007  |
|                |                                 |             |
| 26             | Dziewczyna Romana               | 20.05.2007  |
|                |                                 |             |
| 27             | Rozwód                          | 27.05.2007  |
|                |                                 |             |
| Seria trzecia  |                                 |             |
|                |                                 |             |
| 28             | Droga do Koniakowa              | 09.09.2007  |
|                |                                 |             |
| 29             | Jak trwoga to do Heli           | 16.09.2007  |
|                |                                 |             |
| 30             | Andrzejki                       | 23.09.2007  |
|                |                                 |             |
| 31             | Wybuch                          | 30.09.2007  |
|                |                                 |             |
| 32             | Hela kontra Rysiek              | 07.10.2007  |
|                |                                 |             |
| 33             | Roman supertata                 | 14.10.2007  |
|                |                                 |             |
| 34             | Hela na tropie afery            | 21.10.2007  |
|                |                                 |             |
| 35             | Związek prawie idealny          | 28.10.2007  |
|                |                                 |             |
| 36             | Hela pod namiotem               | 04.11.2007  |
|                |                                 |             |
| 37             | Mundek trzymaj się              | 11.11.2007  |
|                |                                 |             |
| 38             | Wieczór w operze                | 18.11.2007  |
|                |                                 |             |
| 39             | Problemy z Kacprem              | 25.11.2007  |
|                |                                 |             |
| 40             | Święta, święta                  | 02.12.2007  |
|                |                                 |             |
| 41             | Wszyscy faceci Heli             | 09.12.2007  |
|                |                                 |             |
| Seria czwarta  |                                 |             |
|                |                                 |             |
| 42             | Żegnaj Roman                    | 04.12.2010  |
|                |                                 |             |
| 43             | Nic na siłę                     | 11.12.2010  |
|                |                                 |             |
| 44             | Hela brygadzistka               | 18.12.2010  |
|                |                                 |             |
| 45             | Pora na dyrektora               | 01.01.2011  |
|                |                                 |             |
| 46             | Dwóch narzeczonych              | 08.01.2011  |
|                |                                 |             |
| 47             | Przedszkole dla Jasia           | 15.01.2011  |
|                |                                 |             |
| 48             | Córeczka tatusia                | 22.01.2011  |
|                |                                 |             |
| 49             | Hela Samosia                    | 29.01.2011  |
|                |                                 |             |
| 50             | Wspólne noce                    | 05.02.2011  |
|                |                                 |             |
| 51             | Hela na celowniku               | 12.02.2011  |
|                |                                 |             |
| 52             | Wigilia u Heli                  | 12.02.2011  |
|                |                                 |             |
| 53             | Nie ma jak sąsiadka             | 19.02.2011  |
|                |                                 |             |
| 54             | Mała dorosła                    | 19.02.2011  |
|                |                                 |             |
| 55             | Awaria                          | 26.02.2011  |
|                |                                 |             |
| 56             | Talent nie do opisania          | 26.02.2011  |